# Rybníček (Brada-Rybníček)
Rybníček je jižní část obce Brada-Rybníček v okrese Jičín. V roce 2009 zde bylo evidováno 48 adres. V roce 2001 zde trvale žilo 57 obyvatel.
Rybníček leží v katastrálním území Brada o výměře 1,93 km2.